# الطاقة في سوريا
الطاقة في سوريا تصف الطاقة والإنتاج الكهربائي، استهلاكها وإستيرادها في سوريا.

## نظرة عامة
| الطاقة في سوريا                                                   | الطاقة في سوريا | الطاقة في سوريا   | الطاقة في سوريا | الطاقة في سوريا | الطاقة في سوريا | الطاقة في سوريا             |
|                                                                   | للفرد           | الاستخدام الأساسي | الإنتاج         | التصدير         | الكهرباء        | انبعاثات ثاني أكسيد الكربون |
|                                                                   | مليون           | ت.و./س            | ت.و./س          | ت.و./س          | ت.و./س          | م.و.                        |
| ----------------------------------------------------------------- | --------------- | ----------------- | --------------- | --------------- | --------------- | --------------------------- |
| 2004                                                              | 18.58           | 214               | 343             | 129             | 24.5            | 47.8                        |
| 2007                                                              | 19.89           | 228               | 283             | 52              | 29.5            | 53.7                        |
| 2008                                                              | 21.23           | 229               | 273             | 43              | 31.3            | 54.4                        |
| 2009                                                              | 21.09           | 262               | 274             | 33              | 31.3            | 59.8                        |
| 2010                                                              | 20.45           | 253               | 322             | 51              | 39.0            | 57.8                        |
| Change 2004-10                                                    | 10.1 %          | 17.8 %            | -6.3 %          | -60.5 %         | 59.2 %          | 20.9 %                      |
| Mtoe = 11.63 ت.و./س الاستخدام الأساسي للطاقة يشمل الطاقة المفقودة |                 |                   |                 |                 |                 |                             |

## تاريخ
في 4 آذار 1965: صدرت قرارات تأميم جديدة في سوريا طالت 9 شركات نفطية. وكان تأميم الصناعات النفطية في سورية قد بدأ في كانون الأول السابق بتأميم شركات إسو وشل وسوكوني ڤاكوم (موبيل لاحقاً).

## النفط
يعد القطاع النفطي على أهميته واحد من أعقد الملفات في سوريا، نتيجة تضارب التصريحات حوله، من قبل الدوائر الرسمية المشرفة عليه، فكثير من العاملين في قطاعه يتفاخرون بزيادة إنتاجهم، والكثير من العاملين يسعون لتغيب الأرقام الحقيقية حوله، وهذا ناجم عن عدم إدراج النفط في موازنة الدولة السورية، والاعتماد عليه في مصروفات القصر الجمهورية وما يتبعه من عمليات إنفاق حربي أو استخباراتي، أو في عملية دعم الليرة السورية ضمن أسواق الصرف.

### الإنتاج السوري النفطي
صرح السيد عمر الحمد المدير العام للشركة السورية للنفط أن خطة إنتاج النفط لعام 2007 تحققت بنسبة 104% في العام 2007 إذ تم إنتاج 70.543 مليون برميل مقابل 68.065 مليون برميل مخططه كما حققت الشركة خطتها في الحفر بنسبة 128% إذ تم في الحفر الاستكشافي حفر 27.118 ألف متراً مقابل 27.400 ألف متراً مخططه بنسبة تنفيذ 99%. لتبلغ قيمة الإنتاج الإجمالي للشركة السورية للنفط 250.315 مليار ل.س 5.215 مليار دولار، مقابل 157.028مليار ل.س 3.271مليار دولار مخططه وبنسبة تنفيذ 159% ويعود الارتفاع في نسب التنفيذ بشكل رئيسي إلى ارتفاع أسعار النفط عن المخطط.
كما حققت الشركة خطتها في مجال التصدير بنسبة 104% بالنسبة للنفط الثقيل إذا تم تصدير 4.496 مليون طن مقابل 4.330 مليون طن مخططه وبنسبة تنفيذ 104% أما بالنسبة للنفط الخفيف فقد تم تصدير 3.282 مليون طن مقابل 2.600 مليون طن مخططة بنسبة تنفيذ 126%.
في حين صرح معاون وزير النفط في سورية حسن زينب إن إنتاج سوريا من النفط لن يقل عن 300 ألف برميل يوميا حتى عام 2025 – 2030. وأن سوريا تستورد ما يعادل 150 ألف برميل يوميا من المشتقات النفطية وتنتج حوالي 200 ألف برميل. مضيفاً أن النفط المكتشف في سوريا نوعين: خفيف يمتاز بتراكيب صغيرة غير مدعومة باكتشافات جديدة بدا إنتاجه بالانخفاض، ونفط ثقيل توجد منه كميات كبيرة وهو بارتفاع حيث كنا ننتج من عامين 150 ألف برميل وننتج حاليا 200 ألف برميل وستستمر حتى 260 ألف برميل..
ما بين هذين التصريحين نجد تفاوت كبيراً، فالسيد عمر الحمد ميز إجمالي صادرات سوريا من النفط بين الخفيف والثقيل بحالة مخططة «أي اعتيادية» 6930 مليون طن أي ما يعادل 34650 برميل نفطي يوميا.
بينما بين معاون وزير النفط أن فائض الإنتاج السوري عن الاستهلاك المحلي يبلغ 50ألف برميل يوميا مما يجعل اجمالي النفط المصدر 18250 مليار برميل نفطي في حال تصديره. ومن هنا نستدرك أن الفارق بين التصريحين يتجاوز 15350 برميل نفطي يوميا أي قرابة 5602750 برميل سنوياً.
بينما صرح وزير المالية محمد الحسين في تصريحات لوكالة الانباء رويترز بأن " تكلفة استيراد الوقود من الخارج تجاوزت، دخل سورية من تصدير النفط الخام". وأنه ليس سرا إن إنتاج سوريا من النفط الخام يتراجع".
وتأتي هذه التصريحات المتضاربة بعد تقرير دولي بين فيه أن الإنتاج النفطي تراجع بشكل دراماتيكي من أكثر من 600 ألف برميل يومياً في أواسط التسعينات إلى اقل من الـ 400 ألف برميل يومياً في الوقت الحالي.

### شركات النفط

#### الشركات السورية

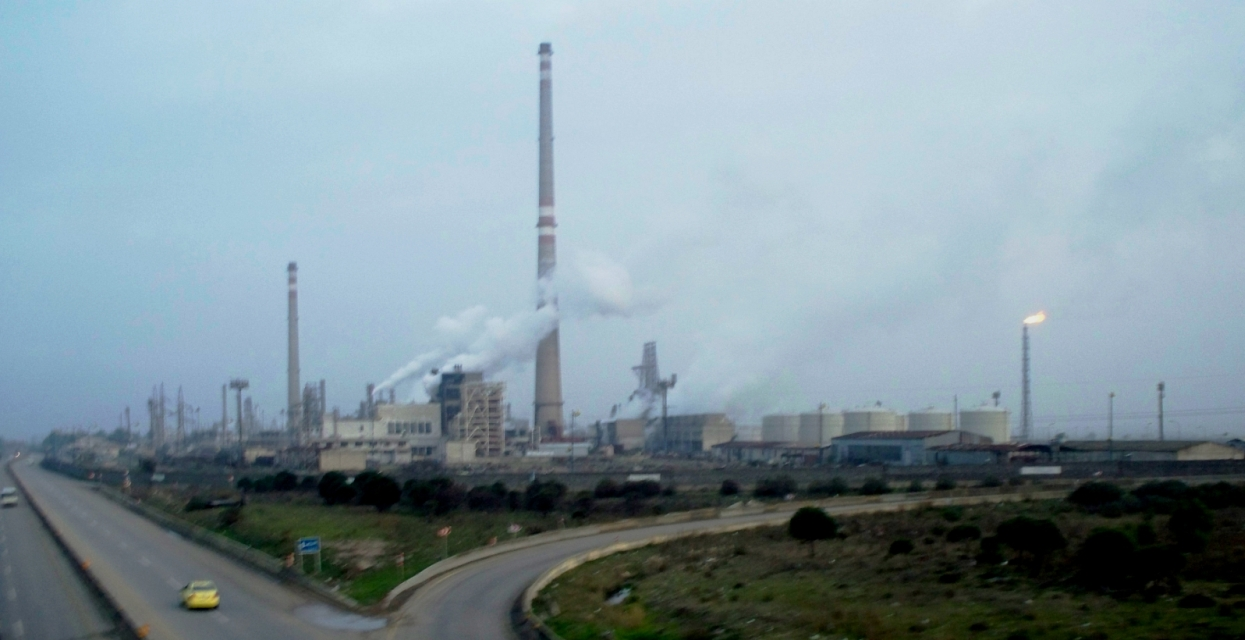
مصفاة حمص في عام 2010م.

من السابق نرى مدى التضارب بين التصريحات الرسمية وتلك الدولية، وبين الرسمية ذاتها، مما يدلل وبوضوح مدى تعقد هذا الملف بغياب وجود جهة رقابية ناظمة له، وفي ظل تفاوت كبير في أسعار النفط الخام دولياً.
لكن مما لا شك فيه أن الشركة العامة للنفط ووزارة النفط تسعى بشكل حثيث لرفع الإنتاج بشكل حثيث، فقد تعاقدت الحكومة السورية مع شركة «بترو كندا» لهدف استكشاف منابع نفط جديدة في المنطقة الشرقية، حيث باشرت هذه الشركة منذ عامين في منطقة القحطانية في عمليات السبر لإيجاد آبار جديدة، وما تزال مستمرة حتى هذا اليوم، بعد أن باعت حصتها في شركة الفرات للنفط لشركة هيملايا التي تضم تحالفا هنديا - صينيا بقيمة 676 مليون دولار واشترت حصص الشركة الأميركية «ماراثون اويل» بهدف تطوير حقلين نفطيين بالقرب من حمص في وسط سوريا.
مما يبين أن وزارة النفط تسعى في خططها هذا العام لمتابعة تطوير العمل الاستكشافي من قبل الشركة السورية للنفط وإجراء مسح سيزمي وحفر آبار استكشافية في مناطق أمل جديدة وحفر آبار تقيمية في المناطق التي تم فيها اكتشافات بترولية إضافة للعمل على تطوير الاحتياطي الغازي المكتشف والعمل على استثماره بأسرع وقت ممكن وبناء معامل الغاز اللازمة لذلك وكل ذلك بالتوازي مع استمرار العمل لإنشاء خط الغاز العربي في سورية والسعي لتأمين استيراد الغاز من إيران والعراق.
حيث وقعت وزارة النفط والثرة المعدنية السورية هذا العام اتفاق تعاون مع الشركة التركية للبترول لانشاء شركة سورية ـ تركية مشتركة للقيام بأعمال استكشاف وتطوير حقول النفط غير المطورة في كلا البلدين. بالإضافة لاستيراد وتصدير المشتقات النفطية واقامة محطات توزيع الوقود في سورية إضافة إلى البحث في امكانيات تكرير النفط الخام في مصافي النفط السورية وإقامة محطة لتزويد البواخر بالوقود.
- شركة الفرات للنفط: تتصدر شركة الفرات للنفط، التي أسست في العام 1985 بغية القيام بأعمال التنقيب والتنمية والتطوير في حقول بمنطقة دير الزور، قائمة الشركات وهي شركة مشتركة بين الشركة السورية للنفط وشركة شل سورية لتنمية النفط وشركة بيرغومو الهندية الصينية والتي حلت محل شركة بتروكندا الكندية، وتدير الفرات عدة عقود وتنفذ عمليات اتفاقية الحفر العميق والجانبي ليصل إنتاجها العام الماضي لنحو 187 ألف برميل يوميا.
- شركة دير الزور للنفط: الشركة الثانية المهمة هي شركة دير الزور التي أسست عام 1990 وهي مشتركة بين الشركة السورية للنفط وتوتال الفرنسية، بغية تنفيذ أعمال التنقيب والتنمية والتطوير في حقول الشركة في دير الزور، وقد بلغ إنتاجها العام الماضي نحو 38 ألف برميل يوميا.
- شل السورية: الشركة الثالثة الهامة أيضا هي شركة شل سورية التي تم تأسيسها في العام 1977 بين سورية وائتلاف ثلاث شركات هي بكتن الأمريكية وشل الهولندية وديمينكس الألمانية لاستكشاف وتطوير وإنتاج النفط في منطقة دير الزور واستطاعت الشركة اكتشاف النفط بكميات تجارية في عدة حقول في عام 1984 وبناء عليه تم إحداث شركة الفرات للنفط بحيث تكون شركة شل هي المشغلة إذ تنازلت بكتن عن حصتها لشل ولاحقا ديمينكس لبتروكندا، لتوقع الشركتين عدة عقود ثم في عام 2003 تم توقيع اتفاقية الحفر العميق والجانبي في نفس مناطق عمل العقود القديمة وفي عام 2005 حل ائتلاف شركات هندي صيني محل شركة بتر وكندا. ومؤخراً تم التوقيع على عقدين للتنقيب عن النفط وتنميته وإنتاجه في المنطقتين 13 و 15 بين حكومة الجمهورية العربية السورية ممثلة بالسيد وزير النفط والشركة السورية للنفط من جهة وشركة شل سورية لتنمية النفط /ب.ف/ الهولندية من جهة أخرى.

#### الشركات الأجنبية
أما الشركات الأجنبية التي تعمل بصورة مباشرة في سورية فهي:
- دبلن للنفط: التي وقعت عقدين لاستكمال تطوير حقول الشركة السورية للنفط ولها خطة لتحسين مردود النفط ورفعه لنحو 30-35 % وهي تسعى لحفر آبار منذ عام 2006 حتى نهاية هذا العام.
- أينا الكرواتية للنفط: من الشركات المشتركة المؤسسة أيضا شركة حيان المشتركة بين الشركة السورية للنفط وشركة أينا الكرواتية عام 2004 وباشرت عملها في الشهر العاشر 2005 ومهمتها تطوير حقول غازية وإنشاء معمل لمعالجة الغاز وقد بلغ إنتاجها في العام 2005 نحو 1500 برميل في اليوم ومن المتوقع أن تبدأ بإنتاج الغاز نهاية هذا العام، وفي نفس العام 2004 تم تأسيس شركة كوكب المشتركة بين السورية للنفط والوطنية السورية، CNPC لتطوير حقل كبيبة وتطبيق طرق إنتاج مدعم لرفع مردود النفط والإنتاج الحالي يصل لنحو 11200 برميل يوميا.
- شركة بتروكندا تقوم بإجراء دراسة للغاز في سورية وتخطط لحفر بئر في بداية العام القادم إضافة لدراسات وعمليات أخرى.
- شركة تات نفت الروسية وهي بصدد التحضير لدراسة جيولوجية وجيوفيزيائية وقامت بأعمال مسح وحفر لثلاثة آبار استكشافية ووقعت عقد البوكمال.
- شركة ستراتيك انرجي الكندية التي وقعت عقدا مع شركة كوفبيك الكويتية للعمل في منطقة بتدمر وتقوم بأعمال المسح السايزمي. - شركة دوف إنرجي وهي تعمل على استكشاف البلوك 6 القريب من الحدود التركية وهي حاليا قامت بجمع بعض المعلومات السايزمية.
- شركة گولف ساندز الإنگليزية وتشارك مع سيوز نفط غاز الروسية (بعد انسحاب شركة أمريكية) في حفر أربعة آبار وتحاول الشركة توقيع مع شركات أخرى.
- شركة IPR الأمريكية تعمل في قطاع شمال مدينة دير الزور مع شركة ONVL، وعملها يتضمن حفر بئرين استكشافين وإجراء المسح السايزمي ثنائي الأبعاد أو ثلاثي الأبعاد وانتهت الشركة من إعادة معالجة حوالي 4 ألاف كيلومتر من البيانات الزلزالية.
- شركة H.B.S التونسية ووقعت عقدا مع السورية للنفط عام 2005 على إحدى المناطق الواقعة شمال غرب سورية ويتضمن عملها إجراء مسح جيولوجي وجيوفيزيائي يغطي400 كم من المسح ثنائي الأبعاد وحفر بئرين تنقيبين.

### المساهمة الاقتصادية
حسب بي بي سي يمثل النفط حوالي 25% من الدخل السوري، ويقدر في 2010 بمبلغ 3.2 بليون دولار. يساهم أعضاء الاتحاد الأوروپي في 95% من صادرات النفط. كان الإنتاج حوالي 400,000 برميل لكل يوم (64,000 م3/ي) في 2009 وبلغت الصادرات حوالي 150,000 برميل لكل يوم (24,000 م3/ي)، وخاصة من ألمانيا، إيطاليا، وفرنسا. حسب بي بي سي كانت احتياطيات الطاقة في 2010، 2.5 بليون برميل.
شركة السورية للنفط هي شركة حكومية تأسست في 1974. بموجب القانون السوري، تعتبر الحكومة السورية المساهم الرئيسي في قطاع النفط والغاز من خلال ملكيتها للشركة السورية للغاز والشركة السورية للنفط. تتمتع هاتيين الشركتين بحصة 50٪ في كل مشروع للنفط والغاز في سوريا.
تشارك الشركة السورية للنفط في العديد من المشاريع المشتركة مع شركات النفط العالمية في سوريا وأكبرها هو شركة الفرات للنفط.

## الغاز

### الشركات العاملة
تتعاون الحكومة السورية مع شركات عالمية متخصصة لزيادة رقعة الاستكشاف والتحري عن مكامن النفط والغاز. في 2009 تم تصديق العقد مع شركة موريل آند برول في البلوك رقم 11، وعقداً آخر مع شركة كندية بمقدار 1.9 مليار ليرة سورية، إضافة لعقود وشركة شل ودبلن والعقود القديمة الموجودة والتي تقوم بها شركات عالمية.
وبين عن مباحثات مع شركة سويوز نفط غاز ودات نفط واللتان تقومان بالاستكشاف للبلوك رقم 12 و27.

#### سويوز نفط غاز
في مطلع 2003، وقعت سويوز نفط غاز عقداً مع السلطات العراقية لتطوير حقل الرافدين النفطي في جنوب العراق. تلقت سويوز نفط غاز 25.5 مليون برميل نفط، ضمن برنامج النفط مقابل الغذاء، حسب مذكرة المستفيدين من كوبونات نفط صدام: قائمة الـ 270.
في 2004، استحوذت سويوز نفط غاز على شركة اوزپـِك، والتي كانت قد وقعت منذ 2001 على اتفاقية المشاركة في الإنتاج مع اوزبك نفط غاز في اوستيورت الوسطى وودائع الهيدروكربون في جنوب غرب گيسار باوزبكستان. في 2007، عقدت اوزبك غاز نفط اتفاقية مشاركة في الإنتاج في هذه الحقول مع سويوز نفط غاز ڤوستوك، المملوكة بالكامل لسويوز نفط غاز. في مارس 2008، استحوذت الشركة الروسية لوك ويل على سويوز نفط غاز ڤوستوك.
في أكتوبر 2004 فاز بمناقصة في سوريا للتنقيب عن النفط والغاز في البلوك-12 و14 بالقرب من الحدود العراقية. في 2006، قررت الشركة عدم الاستمرار في تطوير بلوك 14، لكنها استمرت في العمل على بلوك 12. في 2005، استحوذت سويوز على 50% من أسهم العمل في بلوك 36 شمال شرق سوريا عن طريق فرعها سويوز نفط غاز وراء البحار. في السنة التالية، بيعت سويوز نفط غاز وراء البحار لشركة النفط البريطانية إمرالد للطاقة مقابل 7.3 مليون دولار أمريكي وحصة 10% في إمرالد للطاقة. في أغسطس 2009، باعت سويوز نفط غاز أسمهما في إمرالد للطاقة إلى شركة الپتروكيماويات الصينية صينوكم.
في 2005، استحوذت سويوز نفط غاز على واحدة من أكبر شركات الحفارات في روسيا، سيبيرسكايا سرڤيسنايا كومپانيڤا.
في 25 ديسمبر 2013، وقعت سويوز نفط غاز اتفاقية هامة مدتها 25 عام للتنقيب عن المزيد من النفط في سوريا.
ستكون أعمال التنقيب في بلوك 2 البحري (2.190 كم²). جدير بالذكر أنه في أبريل 2013 جرت دراسات جيولوجية سورية في المنطقة تفيد بأن هناك 4 حقول نفط تمتد من الحدود اللبنانية السورية حتى ميناء بانياس، يمكن أن تضمن مستوى استخراج يمكن مقارنته مع مؤشرات الكويت، ومن المتوقع إن استخراج النفط في سوريا يمكن أن يبلغ مع مرور الوقت 6 – 7 ملايين برميل يومياً.

### مشروعات تطوير
تعتزم مديرية حقول الجبسة إنشاء محطات غازية لتعبئة الآليات في مشروع ديرو وحقل الهيل وموقع الفرقلس هذا العام. معتمدة على الكوادر الوطنية لتأمين حاجات المحطات والحفارات لتقليص زمن التوقفات وزيادة أيام الإنتاج وتحقيق وفر بعشرات الملايين من الليرات السورية سنوياً.
يذكر ان مديرية حقول الجبسة نفذت خلال العام الماضي تحويلة طريق الشدادي الجبسة وطرقات ببقايا المقالع لمواقع الآبار بطول 11 كم في الحسكة و 27 كم في دير الزور و 69 كم في الرقة.
شركة ستروي ترانس غاز الروسية فاليري تخطط لإنجاز أعمال بناء ثاني مصنع لتكرير الغاز في سورية بحلول عام 2010. وقد باشرت الشركة بالأعمال التمهيدية لبناء هذا المصنع في الخريف الماضي وفي شهر نيسان سيبدأ تشييد المنشآت الإنتاجية حيث من المتوقع الانتهاء من بنائها في غضون 20 شهرا وتعتبر الشركة السورية للغاز صاحبة هذا الطلب لدى «ستروي ترانس غاز».
وستبلغ طاقة المصنع الإنتاجية السنوية لتكرير خام الغاز 3ر1 مليار متر مكعب في السنة. وسيبنى مصنع تكرير الغاز على بعد 75 كلم جنوب شرق مدينة الرقة وعلى بعد 230 كلم عن مدينة حمص.
وتقوم شركة «ستروي ترانس غاز» حاليا ببناء مصنع آخر لتكرير الغاز في سورية حيث من المتوقع بدء تشغيله في كانون الثاني 2009. وستبلغ الطاقة الإنتاجية للمصنع 5ر2 مليار متر مكعب من الغاز، وكلفة بنائه 210 ملايين دولار.
وقعت سوريا وإيران وفنزويلا ومجموعة البخاري الماليزية اتفاقية الشراكة لإنشاء مصفاة لتكرير النفط الخام باستطاعة 140 ألف برميل باليوم في منطقة الفرقلس شرقي مدينة حمص. ويشارك في المشروع كل من وزارة النفط والثروة المعدنية في الجمهورية العربية السورية ممثلة بالشركة العامة لمصفاة حمص والشركة الوطنية الإيرانية لتكرير النفط وتوزيعه ووزارة الطاقة والنفط في جمهورية فنـزويلا البوليفارية ممثلة بشركة نفط فنزويلا وشركة (اس. كي. اس) للنفط والغاز الماليزية.
ويتكون المشروع من تمويل وإنشاء مصفاة متكاملة لتكرير النفط الخام بطاقة إجمالية تبلغ 140 ألف برميل/يوم وتقدر تكلفة المشروع التقديرية (بحسب الدراسة الاقتصادية الأولية) حوالي 2.6 مليار دولار.
وتقوم كل من وزارة النفط والثروة المعدنية في الجمهورية العربية السورية، والشركة الوطنية الإيرانية لتكرير النفط وتوزيعه، وشركة نفط فنزويلا بتزويد النفط الخام اللازم لتشغيل المصفاة بحيث تقوم وزارة النفط والثروة المعدنية السورية بتزويد كمية 70000 برميل يوميا بينما تزود الشركة الوطنية الإيرانية لتكرير النفط كمية 28000 برميل يوميا وتزود وزارة الطاقة والنفط الفنزويلية كمية 42000 برميل في اليوم.
ويقوم الأطراف المشاركون بتأسيس شركة مشتركة خاصة بالمصفاة، ويوضع لها نظام أساسي وتشهر أصولاً لتتولى كافة الفعاليات الكفيلة بإنجاز المشروع كما يقوم الأطراف في وقت تسجيل الشركة بوضع مبلغ يساوي نسبة 100 بالمائة من أسهمهم في رأس المال الأولي وذلك في حساب مصرفي يعمل في سورية باسم الشركة «تحت التأسيس» وفقاً للقوانين التجارية.
وتبرم الشركة المشتركة اتفاقية لتزويد النفط الخام مع كل من وزارة الطاقة الفنزويلية ووزارة النفط السورية والشركة الإيرانية لتكرير وتوزيع النفط، وتكون هذه الجهات مسؤولة عن تسليم حصصها من النفط الخام المتفق عليها وذلك في ميناء سوري يتم تحديده.
أما بالنسبة لشراء المنتجات فيتم من خلال اتفاقية شراء يتم توقيعها بين الشركة المشتركة ووزارة النفط والثروة المعدنية في الجمهورية العربية السورية من أجل تلبية المتطلبات المحلية في سورية، وكافة أسعار وبنود البيع سوف تكون وفق أسعار السوق العالمية.
ويتكون رأس المال الأولي للشركة من مليون يورو موزع على مائة ألف سهم وتكون نسبة رأس المال الأولية لحملة الأسهم 15% لوزارة النفط السورية و26% للشركة الوطنية الإيرانية لتكرير النفط وتوزيعه و34% لوزارة الطاقة والبترول الفنزويلية و26% للشركة الماليزية.

## أزمة الطاقة في سوريا
تعاني سوريا من أزمة في الطاقة في ضوء تنامي احتياجاتها للكهرباء وللمحروقات بما فيها بنزين السيارات والمازوت والغاز، وهي احتياجات ترافقت زيادتها مع ثلاثة امور اساسية:
- ارتفاع اسعارها في السوق العالمية.
- تراجع معدلات انتاجها في الواقع المحلي.
- تزايد الطلب المحلي.

وفي عمومية موضوع الطاقة، فان ازمة الطاقة في سوريا، لم تدفع الحكومات المتعاقبة بما في ذلك الحكومة الحالية، للبحث عن طاقة بديلة، وفي الحالة السورية هناك العديد من خيارات الطاقة البديلة، التي اولها واهمها الطاقة الشمسية في بلد تسطع فيه الشمس على مدار العام لساعات طويلة، يمكن ان تتولد من خلالها كميات كبيرة من الطاقة النظيفة، وغير المكلفة وغير الخطرة أيضا، وهي مواصفات تتقارب مع مواصفات طاقة بديلة أخرى، تتوفر في سوريا هي طاقة الرياح، التي تنتصب بعض شواهدها في بقاع متعددة من الأراضي السورية، دون ان تشكل ظاهرة عامة، وهو الوضع ذاته الذي يحيط بشواهد وجود الطاقة الشمسية في سوريا، وكان اولى بالحكومة السورية، التوجه إلى سياسة البدائل على الاقل، وهي تفكر في معالجة الوضع الحالي.